# Partido Popular Progressista
O Partido Popular Progressista ou simplesmente Partido Popular Progressista - Cívico, abreviado como PPP-C ou PPP, é um partido político guianense fundada a 1 de janeiro de 1950 por Cheddi Jagan e Forbes Burnham, tornando-a a organização política mais antiga atualmente em funcionamento no país. Juntamente com o Congresso Nacional do Povo (PNC), fundado em 1957 por Burnham, partindo de uma divisão no próprio partido, o PPP é desde o seu início até os dias atuais uma das duas principais forças políticas concorrentes na Guiana. Formalmente um partido de ideologia de esquerda e socialista, o PPP teve diferentes definições internas, do marxismo-leninismo à social-democracia.
Além de sua orientação ideológica, a enorme influência política exercida pelas questões raciais na Guiana significa que o PPP, que foi originalmente fundado como um partido de massa multirracial, recebe principalmente apoio da população indo-guianesa, que representa pouco mais de um terço da população. a população, enquanto os afro-guianenses (pouco menos de um terço) tendem a apoiar o PNC. O final "Cívico" no final do nome do partido foi adicionado durante os anos 90, na tentativa de remover o preconceito racial do partido, chamando afro-guianenses ou membros de outras raças não-indianas que apóiam o PPP como parte do Facção cívica, liderada por Sam Hinds, que foi o primeiro ministro do partido. Mesmo após o rompimento com o PNC, o PPP continua a se considerar uma organização multiétnica, não afetada por questões raciais.
Desde a sua fundação, governou a Guiana duas vezes por longos períodos de tempo, primeiro com Cheddi Jagan, de 1957 a 1964. Durante o período subsequente até 1992, durante o qual o PNC governou de forma fraudulenta, foi a principal força de oposição ao governo do país. PNC, liderado por Burnham e depois por Desmond Hoyte. Depois de sua vitória nas eleições gerais livres, em 1992, Jagan governou o país durante a segunda vez como presidente até sua morte, em de Março de de 1997, sendo sucedido por Sam Hinds, que governou até a próxima eleição, em que a esposa de Jagan, Janet Jagan, que por sua vez iria renunciar em 1999. Desde então, até 2011, a Guiana foi governada por Bharrat Jagdeo, que naquele ano foi sucedido por Donald Ramotar, Secretário Geral do partido desde a morte de Jagan. Em 2015, finalmente, o PPP perdeu as eleições por uma pequena margem de 4.545 votos para David Granger, líder do PNC e candidato a uma ampla coalizão de oposição. O PPP obteve nessas eleições 49,19% dos votos e 32 dos 65 assentos, um abaixo da maioria. Sozinho, continua sendo o partido político com maior presença regional, tendo sob seu controle seis dos dez conselhos democráticos regionais.

## Resultados Eleitorais

### Eleições legislativas
| Data | CI. | Votos   | %              | +/-   | Deputados | +/-     | Status   |
| ---- | --- | ------- | -------------- | ----- | --------- | ------- | -------- |
| 1953 | 1.º | 77 695  | 51,04 / 100,00 |       | 18 / 24   |         | Governo  |
| 1957 | 1.º | 55 552  | 47,50 / 100,00 | 3,54  | 9 / 14    | 9       | Governo  |
| 1961 | 1.º | 93 085  | 42,63 / 100,00 | 4,87  | 20 / 35   | 11      | Governo  |
| 1964 | 1.º | 109 332 | 45,83 / 100,00 | 3,20  | 24 / 53   | 4       | Oposição |
| 1968 | 2.º | 113 991 | 36,49 / 100,00 | 9,34  | 19 / 53   | 5       | Oposição |
| 1973 | 2.º | 92 374  | 26,56 / 100,00 | 9,93  | 14 / 53   | 5       | Oposição |
| 1980 | 2.º | 78 414  | 19,46 / 100,00 | 7,10  | 10 / 53   | 4       | Oposição |
| 1985 | 2.º | 45 926  | 15,77 / 100,00 | 3,69  | 8 / 53    | 2       | Oposição |
| 1992 | 1.º | 162 058 | 53,45 / 100,00 | 37,68 | 28 / 53   | 20      | Governo  |
| 1997 | 1.º | 220 067 | 55,26 / 100,00 | 1,81  | 29 / 53   | 1       | Governo  |
| 2001 | 1.º | 220 667 | 52,96 / 100,00 | 2,30  | 34 / 65   | 5       | Governo  |
| 2006 | 1.º | 183 887 | 54,67 / 100,00 | 1,71  | 36 / 65   | 2       | Governo  |
| 2011 | 1.º | 166 340 | 48,60 / 100,00 | 6,07  | 32 / 65   | 4       | Governo  |
| 2015 | 2.º | 202 694 | 49,20 / 100,00 | 0,60  | 32 / 65   | Estável | Oposição |
| 2020 | 1.º | 233 336 | 50,69 / 100,00 | 1,09  | 33 / 65   | 1       | Governo  |